# Happy Valley (Tianjin)
Koordinaten: 39° 11′ 18″ N, 117° 27′ 39″ O
Happy Valley (chinesisch 欢乐谷) ist ein chinesischer Freizeitpark in Tianjin, der am 27. Juli 2013 eröffnet wurde. Er wird von der OCT Group betrieben, die auch andere Freizeitparks in China betreibt.

## Liste der Achterbahnen
| Name                             | Typ                             | Hersteller         | Eröffnungsjahr |
| -------------------------------- | ------------------------------- | ------------------ | -------------- |
| Crazy Bird / 愤怒的小鸟          | Stahlachterbahn mit Inversionen | S&S                | 2013           |
| Expedition of Volcano / 火山探险 | Indoor Coaster                  | Jinma Rides        | 2013           |
| Fjord Flying Dragon / 峡湾飞龙   | Holzachterbahn                  | Martin & Vleminckx | 2013           |
| Mini Coaster / 迷你过山车        | Familienachterbahn              | Zamperla           | 2013           |